# Mont Singer
Le mont Singer est un sommet des monts Sutton culminant à 811 m d'altitude. Il est situé au Québec, dans la région administrative de l’Estrie, plus précisément dans la municipalité de Potton. Certaines zones situées dans la partie inférieure des pentes sont localisées dans la municipalité de Bolton-Ouest et sur le territoire de la ville de Sutton. De plus, de petites portions de la montagne se trouvent également dans la municipalité de Bolton-Est et sur le territoire de la ville de Lac-Brome.

## Toponymie
Le nom est associé à la « Singer Sewing Machine Company », une société qui a exploité cette forêt pour produire des meubles destinés à accueillir les machines à coudre entre 1918 et 1940.

## Géographie

### Situation, topographie
S'élevant entre 809 m et 812 m d'altitude, ce mont se situe au sud-est du hameau d’East Hill, au nord-est du mont Écho et au sud-ouest de la passe de Bolton.
La montagne abrite plusieurs petits étangs, mares temporaires et autres milieux humides. Parmi les plus vastes, on trouve l'étang Fullerton, situé sur le versant est, où le ruisseau Ruiter prend sa source, ainsi que l'Étang-aux-Herbages, traversé par le ruisseau Singer, sur le versant sud. Sur le flanc nord de la montagne, le ruisseau North Branch prend naissance, tandis que le ruisseau West Field longe le nord-est du mont Singer.
Le ruisseau Jackson, quant à lui, prend sa source sur le mont Écho et sur le versant sud-ouest du mont Singer.

### Faune et flore
La réserve écologique de la Mine-aux-Pipistrelles, lieu important d’hibernation de la chauve-souris, se trouve sur la montagne dans le secteur de la passe de Bolton.

## Histoire
Au début des années 1900, des compagnies commerciales, comme la « Missisquoi Lumber Company », possédaient les lots de forêt sur la montagne. Ces lots ont ensuite été détenus par la « Singer Manufacturing Company ». 
La majorité de la récolte de bois par la « Singer Manufacturing Company » a eu lieu, entre 1918 et 1926. Un village de bûcherons nommé Singerville se trouvait alors près du ruisseau Ruiter.
Dans la deuxième moitié du XIXe siècle, une petite communauté, nommée la « Lost Nation », était établie au bas des pentes du mont Singer, dans une partie de ce qui est aujourd’hui la municipalité de Bolton-Ouest. Des scieries de la compagnie Singer étaient aussi présentes dans ce secteur.
En 1954, les lots de forêt sur la montagne furent vendus par la « Singer Manufacturing Company » à la compagnie « Canada Paper » (propriété de la « Howard Smith Paper Mills Ltd. ») et les lots ont ensuite appartenu à la « Dominion Tar and Chemical », qui devint la Domtar en 1965.

### Centrale hydroélectrique
En 1976, un projet de centrale hydroélectrique à l’étang Fullerton, jouxtant le mont Singer, a été présenté à la population de Potton. La centrale à réserve pompée aurait eu deux réservoirs. Le réservoir supérieur à l’emplacement de l’étang Fullerton aurait inondé une superficie de 2,2 km2, l’élévation normale du plan d’eau aurait été établie à 460 mètres et la hauteur maximum de la digue aurait été de 50 mètres. Elle se serait appuyée aux extrémités sur les montagnes environnantes, dont le mont Singer. 
La puissance aurait varié entre 500 et 2 000 MW, la construction aurait coûté de 300 à 400 millions et environ 30 familles auraient été déplacées. Il y eut une forte opposition citoyenne au plan de développement d’Hydro-Québec et l’Association de préservation de l’étang de Fullerton fut créée,. En 1978, le projet fut suspendu et finalement, en 1980, Hydro-Québec annonçait qu'il était reporté indéfiniment.

### Coupes forestières par la Domtar
En 1979, la compagnie Domtar réalisa d’importantes coupes à blanc sur le mont Singer. Elle construisit aussi des chemins d’accès pour de futures exploitations forestières. L'abattage des arbres souleva l’indignation des résidents de la région et un groupe de citoyens se forma pour alerter l’opinion publique.  À la suite des pressions de la population, Domtar renonça aux coupes à blanc et privilégia pour l’ensemble des monts Sutton la coupe par bandes.
En 1980, une réunion de l’Association pour la protection des monts Sutton fut à l’origine d’une enquête du ministère de l’Environnement. Le directeur général des services de protection de l’environnement dans les Cantons-de-l’Est et le sous-ministre de l’Environnement du Québec étaient d’ailleurs présents à cette réunion.
L’analyse du ministère de l’Environnement conclut que Domtar respectait les lois de l’époque. À la suite de la première enquête, une seconde fut conduite par la commission de protection du territoire agricole pour déterminer si une coupe avait été réalisée dans une érablière protégée par la loi.
L’Association pour la protection des monts Sutton fut aussi à l’origine d’une pétition contre la coupe à blanc.  Environ 1 000 personnes l’auraient signée.
Après une réunion avec le ministère de l’Environnement, une étude d’impact sur les futures exploitations forestières dans les monts Sutton fut commandée par la Domtar. L'étude a coûté 100 000 $. Elle recommandait :
- l'intensification de l'évaluation des impacts des opérations forestières sur la qualité de l’eau ;
- un plus grand contrôle sur la construction des chemins forestiers et sur l'utilisation de la machinerie ;
- une attention particulière en ce qui concerne la localisation et l’orientation des bandes de forêts coupées ;
- la tenue annuelle d’une réunion d’information publicisée pour les citoyens.

Durant une réunion d’information ouverte au public, au printemps 1981, le directeur général de la division des produits forestiers de la société Domtar a avancé certaines mesures pour la protection de l’environnement. Il a révélé que les fossés qui seraient creusés à intervalles réguliers seraient déviés vers la forêt, qu’aucun chemin forestier ne serait construit à moins de 60 mètres d’un cours d’eau, qu’aucune coupe ne serait effectuée dans les 60 mètres des étangs Cliff et Fullerton, que des rideaux d’arbres seraient maintenus le long des ruisseaux importants, et qu'une couche de végétation serait maintenue aux endroits où il y avait peu de sols meubles et le long des routes. Le directeur a également affirmé que les ruisseaux intermittents ne serviraient pas comme sentier de débusquage et que le reboisement de l'aire où ils avaient fait les coupes à blanc serait poursuivi.
À l’été 1981, les opposants à l’exploitation forestière ont accusé la compagnie de ne pas respecter les promesses et les recommandations du rapport d’impact qu’elle avait commandé. L’idée de faire un parc a émergé des discussions.
À l’automne 1981, le ministre de l’Environnement, Marcel Léger, a convenu lors d’une rencontre avec des membres de l’Association pour la protection des monts Sutton que des inspecteurs seraient envoyés pour vérifier le respect des recommandations de l’étude d’impact.
En 1982, Domtar a pris la décision de ne pas faire de nouvelles coupes majeures pour l’année en cours.
En 1992, des récoltes sélectives ont été faites dans les bandes d’arbres laissées par les coupes précédentes dans le secteur de l’étang Fulleton.
À l’été 1998, une coupe de récupération de 80 ou 84 hectares fut effectuée par la Domtar. La compagnie soutenait que le verglas massif de janvier 1998 avait causé des dommages irréparables à la forêt. La coalition des Amis des bassins versants était opposée à ces coupes à blanc. Selon la coalition, les coupes engendraient de l’érosion. En 1999, la municipalité de Potton n’a pas renouvelé les permis d’exploitation de la compagnie,. Une pétition de 12 000 signatures s’opposant aux coupes a été déposée à l’Assemblée nationale la même année.
En 2004, les terrains englobant la montagne furent vendus par la Domtar à l’organisme Conservation de la nature Canada, devenant le plus grand site naturel privé protégé dans l'est du Canada.
En 2009, le gouvernement du Québec a accordé au territoire le statut de réserve naturelle en milieu privé. Elle prendra le nom de la Réserve naturelle des Montagnes-Vertes (RNMV).

## Activités
Le sentier de longue randonnée des sentiers de l’Estrie traverse le mont Singer. Deux campings rustiques, les campings de Westfield et du mont Singer, sont situés le long du sentier sur la montagne, offrant des aires de repos aux randonneurs.
Un autre réseau de sentiers de randonnée, de raquette et de ski de fond, long de 20,5 km, est géré et entretenu par l’organisme Corridor Appalachien.